# Sint-Pontianuskerk (Marssum)
De Sint-Pontianuskerk is een kerkgebouw in Marssum in de Nederlandse provincie Friesland. Het kerkgebouw is een rijksmonument.

## Beschrijving
De kerk was gewijd aan de heilige Pontianus. De kerk uit de 12e eeuw is meerdere malen verbouwd. De noordmuur van het eenbeukige schip is nog deels van tufsteen. Ook de toren is middeleeuws, maar in ongeveer 1848 werd het zadeldak vervangen door een spits. De zuidgevel werd voorzien van spitsboogvensters. De toren heeft twee luidklokken, waarvan één uit 1618 gegoten door Hans Falck. Het orgel uit 1803 werd gemaakt door Albertus van Gruisen uit Leeuwarden.

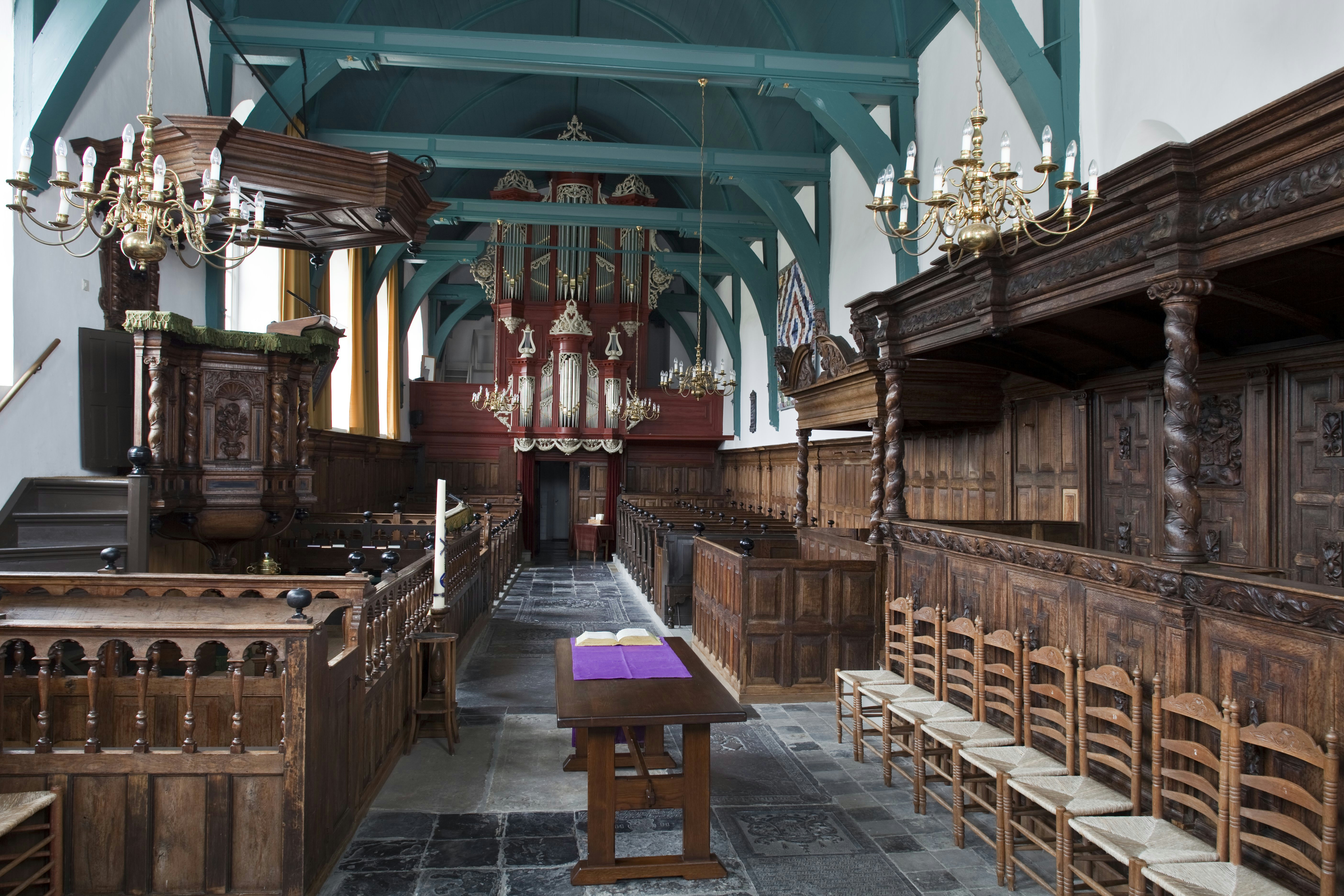
Interieur (2009)
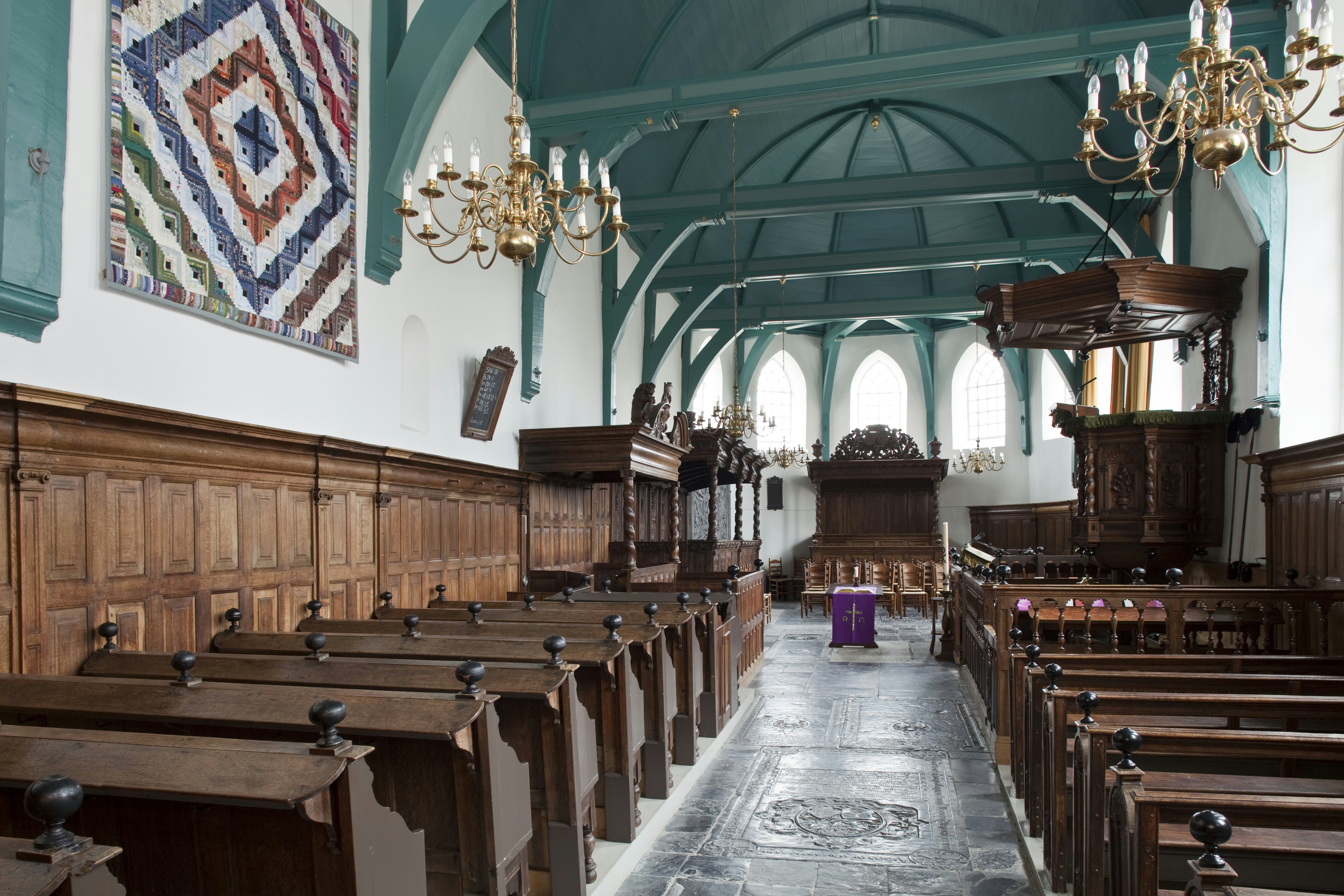
Interieur, richting het koor